# Fotboll vid panamerikanska spelen 2011
Fotboll vid panamerikanska spelen 2011 spelades i Guadalajara, Mexiko under perioden 18-28 oktober 2011. Fifa-anslutna landslag fick skicka U 22-lag till herrarnas turnering och seniorlag till damernas  turnering. Varje lag fick bestå av max 18 spelare.
Turneringen bantades ner med fyra lag på herrsidan och två på damsidan, jämfört med 2007 års turnering, och bestod nu av 10 lag var.

## Medaljer

### Medaljfördelning
| Pl. | Nation    | Guld | Silver | Brons | Totalt |
| --- | --------- | ---- | ------ | ----- | ------ |
| 1   | Mexiko    | 1    | 0      | 1     | 2      |
| 2   | Kanada    | 1    | 0      | 0     | 1      |
| 3   | Argentina | 0    | 1      | 0     | 1      |
| 3   | Brasilien | 0    | 1      | 0     | 1      |
| 5   | Uruguay   | 0    | 0      | 1     | 1      |

### Tävlingar
| Event  | Guld | Silver | Brons |
| Damer  | Kanada · Rachelle Beanlands · Melanie Booth · Candace Chapman · Robyn Gayle · Christina Julien · Kaylyn Kyle · Karina LeBlanc · Vanessa Legault-Cordisco · Diana Matheson · Kelly Parker · Sophie Schmidt · Desiree Scott · Lauren Sesselmann · Diamond Simpson · Christine Sinclair · Brittany Timko · Rhian Wilkinson · Shannon Woeller    | Brasilien · Francielle Alberto · Rosana Augusto · Barbara Barbosa · Daniele Batista · Renata Costa · Debora De Oliveira · Maurine Goncalves · Thais Guedes · Beatriz Joao · Miraildes Mota · Grazielle Nascimento · Tania Pereira · Thais Picarte · Karen Rocha · Daiane Rodrigues · Andreia Santos · Renata Santos · Ketlen Wiggers | Mexiko · Aurora Santiago · Erika Venegas · Kenti Robles · Rubí Sandoval · Jennifer Ruiz · Valeria Miranda · Mónica Vergara · Marilyn Díaz · Luz del Rosario Saucedo · Stephany Mayor · Guadalupe Worbis · Dinora Garza · Liliana Mercado · Liliana Godoy · Veronica Perez · Maribel Domínguez · Monica Ocampo · Tanya Samarzich       |
| Herrar | Mexiko · José de Jesús Corona · Hugo Isaác Rodríguez · Hiram Mier · Néstor Araujo · Dárvin Chávez · Jesús Zavala · Javier Aquino · Carlos Emilio Orrantía · Oribe Peralta · Othoniel Arce · Jerónimo Amione · José Antonio Rodríguez · Ricardo Bocanegra · Jorge Enríquez · César Ibáñez · Miguel Ángel Ponce · Isaác Brizuela · Diego Reyes | Argentina · Esteban Andrada · Germán Pezzella · Lucas Kruspzky · Hugo Nervov · Ezequiel Cirigliano · Leandro González Pirez · Matías Laba · Leonardo Ferreyra · Carlos Luque · Michael Hoyos · Sergio Araujo · Rodrigo Rey · David Achucarro · Franco Fragapane · Lucas Villafáñez · Adrián Martínez · Fernando Coniglio · Alan Ruiz | Uruguay · Mathías Cubero · Guillermo de los Santos · Gastón Silva · Adrián Gunino · Facundo Píriz · Mauricio Prieto · Leonardo Pais · Gonzalo Papa · Federico Puppo · Tabaré Viudez · Maximiliano Rodríguez · Martín Rodríguez · Santiago Silva · Emiliano Albín · Diego Rodríguez · Mathías Abero · Gianni Rodríguez · Matías Britos |

## Spelplatser
| Zapopan           |
| ----------------- |
| Estadio Omnilife  |
|                   |
| Kapacitet: 49 850 |

## Damer
| CONCACAF                         | CONMEBOL                                 | Direktkvalificerade |
| -------------------------------- | ---------------------------------------- | ------------------- |
| Costa Rica · Trinidad och Tobago | Brasilien · Colombia · Chile · Argentina | Mexiko · Kanada     |

## Herrar
| CONCACAF                                | CONMEBOL                                  | Direktkvalificerade |
| --------------------------------------- | ----------------------------------------- | ------------------- |
| Kuba · Costa Rica · Trinidad och Tobago | Brasilien · Uruguay · Argentina · Ecuador | Mexiko              |

## Spelprogram
Fotbollen spreds ut över elva dagar, och herrarna och damerna spelade olika dagar.
|  | Gruppspel |  | Semifinaler | M | Finalspel |

| Gren / Datum i oktober                                       | 18 Tis | 19 Ons | 20 Tors | 21 Fre | 22 Lör | 23 Sön | 24 Mån | 25 Tis | 26 Ons | 27 Tor | 28 Fre | Guld medaljer |
| ------------------------------------------------------------ | ------ | ------ | ------- | ------ | ------ | ------ | ------ | ------ | ------ | ------ | ------ | ------------- |
| Herrarnas turnering i fotboll vid panamerikanska spelen 2011 |        |        |         |        |        |        |        |        |        |        | M      | 1             |
| Damernas turnering i fotboll vid panamerikanska spelen 2011  |        |        |         |        |        |        |        |        |        | M      |        | 1             |

### Fotnoter
1. ↑  Qualification standards
2. ↑  Competition schedule[död länk]